# Cultura da Hungria

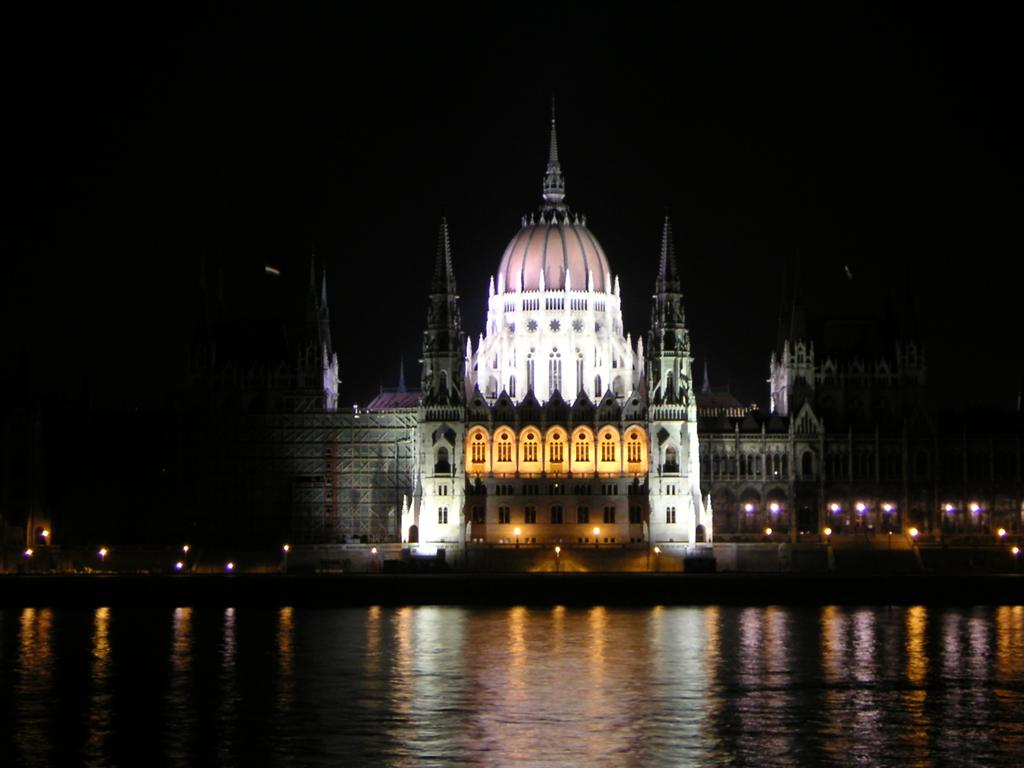
Parlamento da Hungria iluminado à noite, Budapeste.

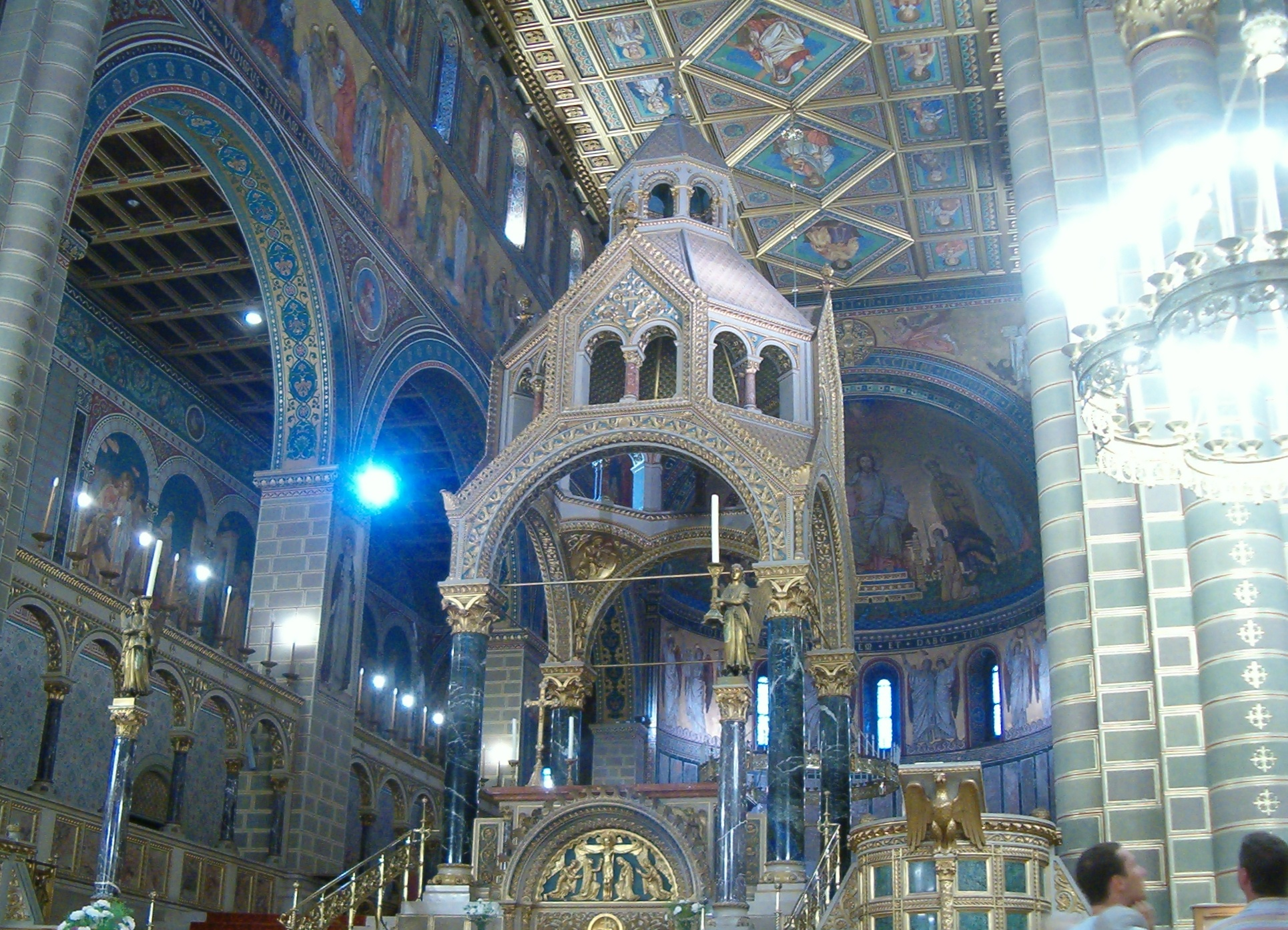
Catedral de Pécs.

A cultura húngara é caracterizada pela sua culinária, tradições folclóricas, poesia, teatro, costumes religiosos, música e vestimentas tradicionais bordadas. As tradições do folclore húngaro incluem contos, música, dança, cerâmica decorada, esculturas e bordados. Historicamente, a música húngara consistiu em grande parte em música folclórica e peças clássicas e barrocas. A Hungria fica na fronteira sudeste da Europa Central e partilha algumas semelhanças culturais com os países dos Balcãs. Autores húngaros notáveis incluem Sándor Márai, Imre Kertész, Péter Esterházy, Magda Szabó e János Kodolányi. Imre Kertész é particularmente notável por ter ganhado o Prêmio Nobel de Literatura em 2002.

## Matemática
Muitos matemáticos importantes, tais como János Bolyai, Paul Erdös e John von Neumann eram húngaros.

## Literatura
Os poetas mais importantes da Hungria são Sándor Petőfi, János Arany, Endre Ady e Attila József. Autores importantes na prosa são Mór Jókai e Imre Kertész, que recebeu o Prémio Nobel da Literatura em 2002. No drama húngaro, o autor mais importante é József Katona.

Ver também: poesia

## Música

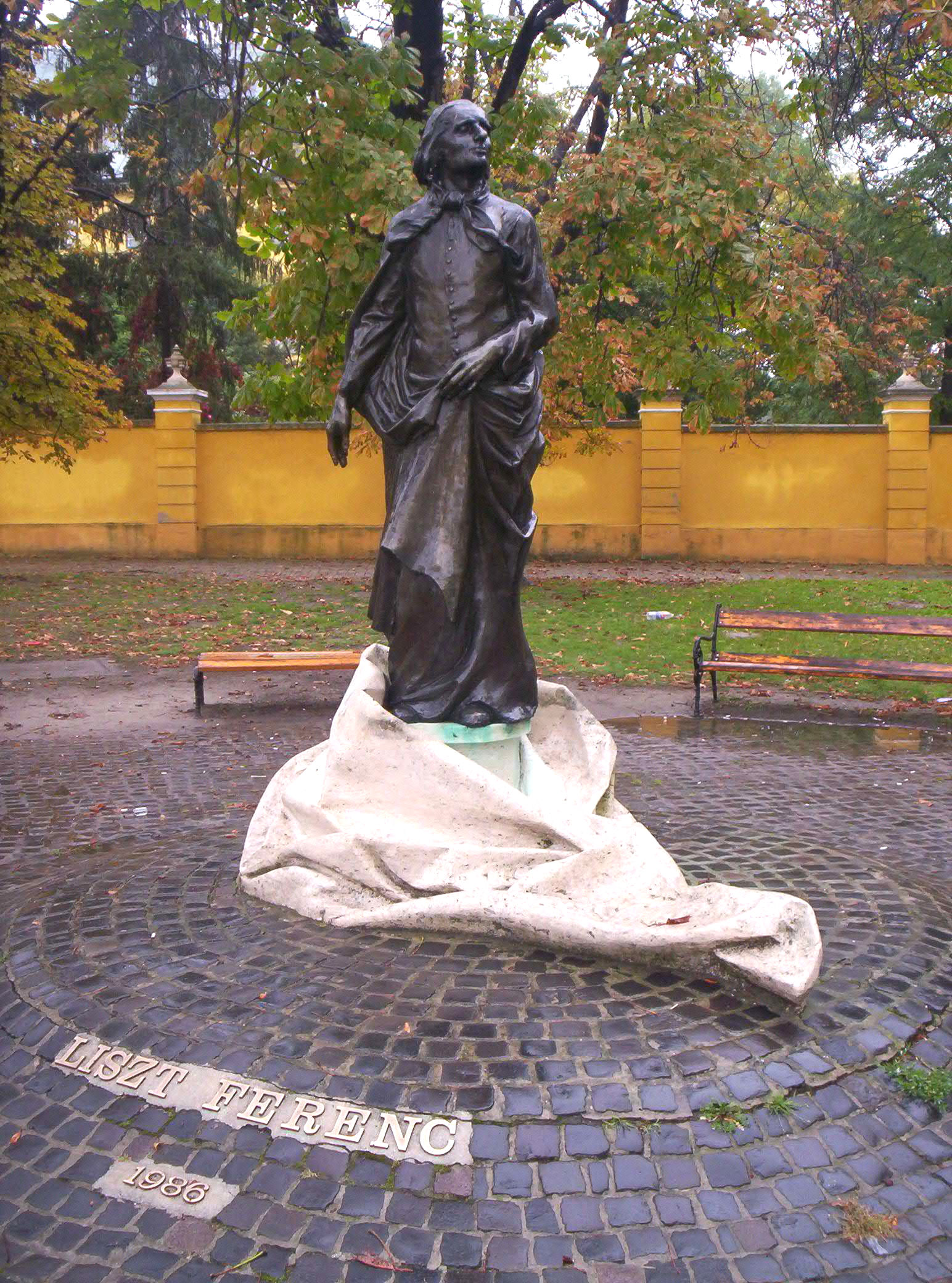
Estátua comemorativa ao centenário de morte de Franz (Ferenc) Liszt.

Compositores:
- Franz Liszt
- Béla Bartók
- Zoltán Kodály
- Ferenc Erkel

### Música moderna
- Edvin Marton
- Ákos Kovác
- A. E. Bizottság

## Feriados
- 15 de Março: Revolução de 1848.
- 20 de Agosto: Santo Estêvão da Hungria, o primeiro rei do país.
- 23 de Outubro: Revolução de 1956.

## Dança
A dança mais conhecida e mais característica da Hungria é o "csárdás" também "legényes".

## Artes plásticas

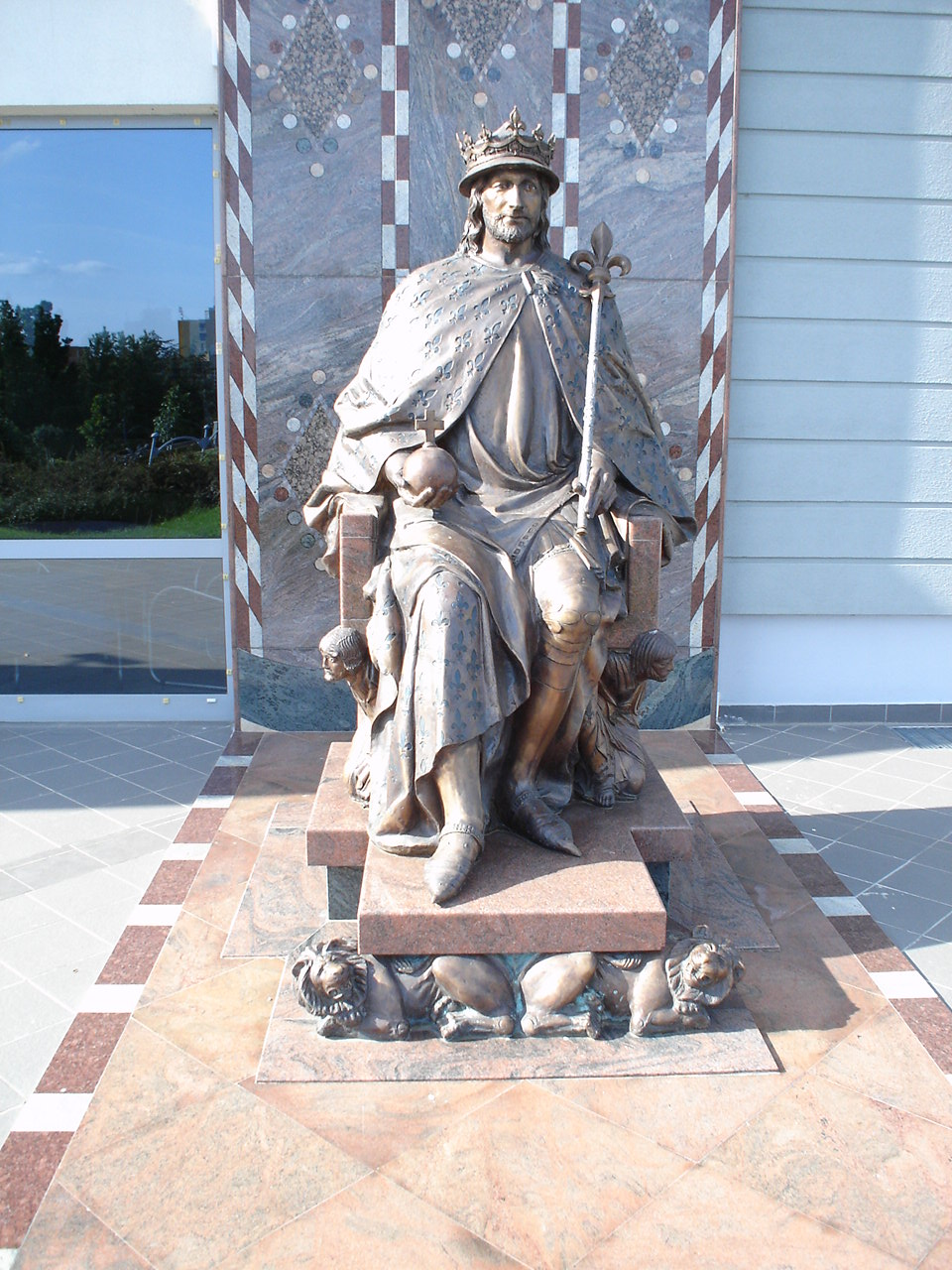
Estátua de Károly Róbert em Gyöngyös.

### Pintura
- Victor Vasarely
- Paul Szinyei Merse
- Mihály Munkácsy
- Tivadar Csontváry Kosztka
- Árpád Feszty de arruda

### Escultura
- Miklós Melocco

### Arquitectura

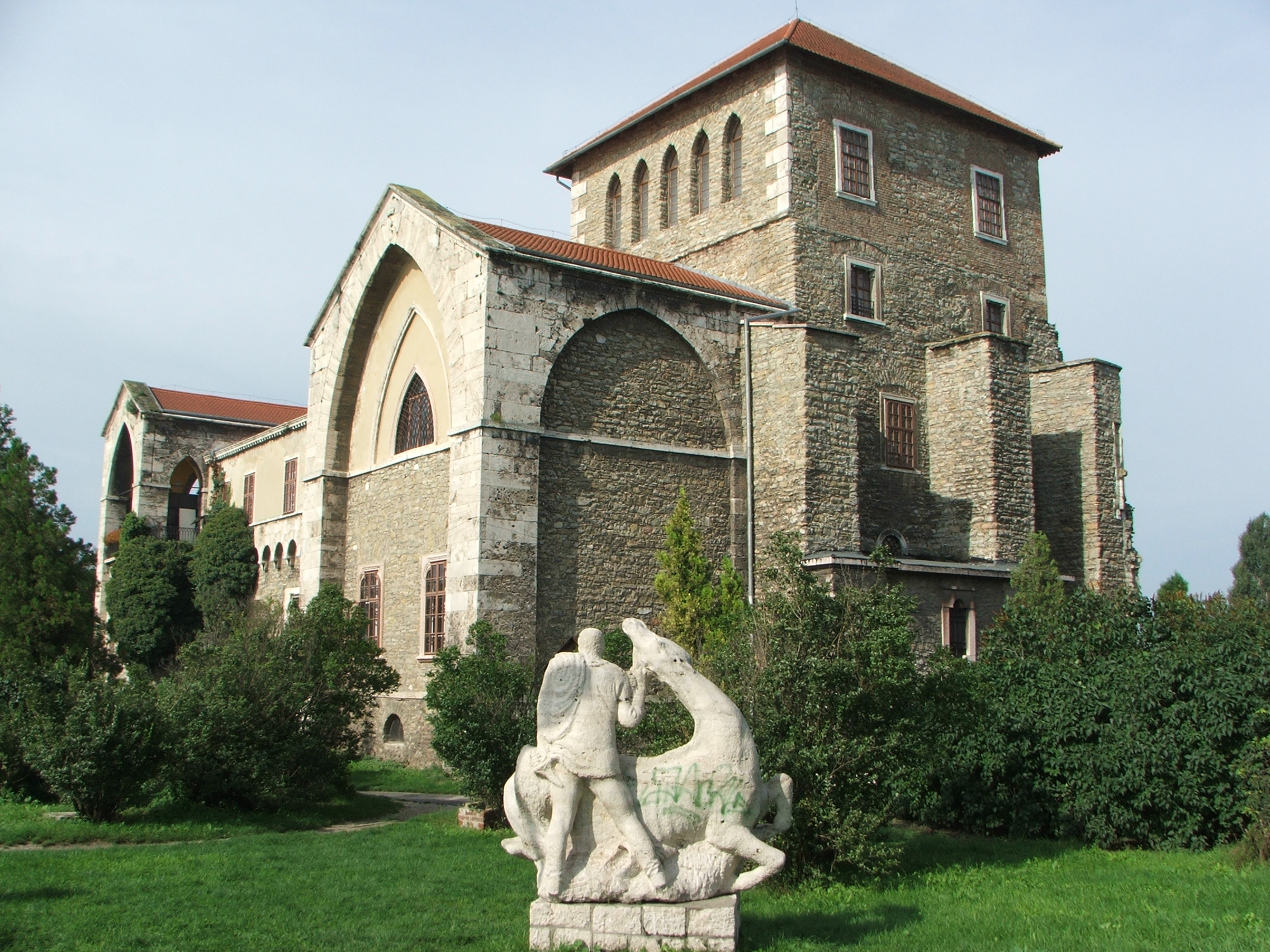
Castelo da cidade de Tata.

Alguns edifícios importantes e característicos em Budapeste são o Castelo do Buda (Budai vár), o Parlamento, a Igreja do Mátyás e o Teatro Nacional.
- Miklós Ybl
- Imre Makovecz

## Cinema húngaro
A Hungria tem tido uma indústria cinematográfica notável desde o início do século XX, incluindo húngaros que afectaram o mundo do cinema dentro e fora das fronteiras do país. Os primeiros podem ser caracterizados pelos realizadores István Szabó, Béla Tarr ou Miklós Jancsó; os segundos por William Fox e Adolph Zukor, os fundadores da Fox Studios e da Paramount Pictures, respetivamente, ou Alexander Korda, que desempenhou um papel de destaque no período inicial do cinema britânico. Entre os filmes húngaros de sucesso contam-se Carrossel do Amor (Körhinta), Mephisto, Fehérlófia e Kontroll.